# Balonmano en los Juegos Panafricanos de 2015
El Balonmano en los Juegos Panafricanos de 2015 se jugó entre el 10 y el 18 de setiembre de 2015 en la capital Brazzaville tanto en masculino como en femenino.

## Resultados
| Evento    | Oro    | Plata   | Bronce  |
| --------- | ------ | ------- | ------- |
| Masculino | Egipto | Angola  | Congo   |
| Femenino  | Angola | Camerún | Senegal |

## Medallero
| #     | País                | Oro | Plata | Bronce | Total |
| ----- | ------------------- | --- | ----- | ------ | ----- |
| 1     | Angola              | 1   | 1     | 0      | 2     |
| 2     | Egipto              | 1   | 0     | 0      | 1     |
| 3     | Camerún             | 0   | 1     | 0      | 1     |
| 4     | República del Congo | 0   | 0     | 1      | 1     |
| 4     | Senegal             | 0   | 0     | 1      | 1     |
| Total | Total               | 2   | 2     | 2      | 6     |